# Ana Garibaldi
Ana Cecilia Garibaldi (Buenos Aires, 26 de mayo de 1970) es una actriz argentina. Es conocida por interpretar el papel de Gladys Guerra en la serie dramática El marginal (2016-2022) de la TV Pública y Netflix. En 2025, volvió a repetir este mismo papel como protagonista en la serie derivada En el barro (2025).

## Biografía
Ana Garibaldi nació el 26 de mayo de 1970 en Buenos Aires. Inició su formación como actriz en el Instituto Vocacional de Arte y en la Manzana de las Luces, hasta que ingresó al Conservatorio Nacional de Arte Dramático para estudiar la licenciatura en actuación, pero no rindió las últimas materias para obtener el título. En paralelo, Garibaldi se formó en teatro con Rubén Szuchmacher, Patricia Gilmour y Vivi Tellas, y estudió canto con Marcela Pietrocovski.

## Carrera profesional
Ana Garibaldi comenzó su carrera como actriz en la década de los noventa trabajando en producciones de teatro independiente, teniendo sus primeros papeles en las obras Kaspar Hauser, Bailando en la oscuridad, Match de improvisación (1993-1996), Entretanto las grandes urbes (1997-1998) y La historia de llorar por él (1998-2001). En 1999, Garibaldi actuó en múltiples piezas teatrales, entre ellas Las alegres comadres de Windsor, Femenino y Cámara oscura.
En la década de los dos mil, su carrera en teatro tomó más impulso tras ser convocada para trabajar en Ifigenia en Áulide (2000), Badulaque (2000-2001), Top Dogs (2001-2003) y Girondo (2002). En 2003, Garibaldi comenzó a tener visibilidad en el ambiente teatral después de su actuación en la obra La jaqueca que le valió el premio Clarín a la mejor actriz revelación en teatro. Ese mismo año, debutó en televisión apareciendo en el programa Si te reís, perdés de Canal 13, que duró solamente un mes al aire. Seguidamente, Garibaldi realizó una participación especial en la serie de comedia Casados con hijos (2005) de Telefe.
Posteriormente, continuó extendiendo su experiencia en teatro, actuando en las obras Un hombre que se ahoga (2006-2008) y Apenas el fin del mundo (2007-2009). Durante ese tiempo, Garibaldi adquirió reconocimiento de la crítica especializada por su actuación en la obra Tercer cuerpo (2008-2009), por la cual, recibió nominaciones a mejor actriz de reparto en los premios Florencio Sánchez, los premios Teatro del Mundo y los premios Trinidad Guevara. Poco después, interpretó a la doctora Rank en la obra El desarrollo de la civilización venidera (2009-2011), que nuevamente le valieron una candidatura a los premios Florencio Sánchez y a los premios Trinidad Guevara. En ese mismo periodo, Garibaldi formó parte del elenco secundario de la serie de comedia dramática Tratame bien (2009) de Canal 13, en la cual jugó el papel de Laura.
Su siguiente papel fue en la obra de teatro Los hijos se han dormido (2011-2012) en el teatro San Martín. En 2012, Garibaldi tuvo un papel en la serie dramática Condicionados de eltrece y en la serie de comedia Según Roxi, donde interpretó a la mami común, cuyo rol también repitió en la versión teatral. En 2013, tuvo apariciones especiales en la serie antológica Televisión por la justicia y en el especial televisivo Una vida posible de la Fundación Huésped. En 2014, Garibaldi fue fichada para integrar el elenco de la obra teatral El comité de Dios (2014), por la cual, obtuvo su primera nominación a los premios ACE. Poco después, debutó en cine con la película biográfica Francisco: el padre Jorge (2015), donde asumió el papel de Irene siendo dirigida por Beda Docampo Feijóo.
Aunque no fue hasta el 2016, cuando Garibaldi adquirió popularidad por su papel de Gladys Guerra en la serie dramática carcelaria El marginal emitida por la TV Pública y Netflix, donde interpretó por cinco temporadas a la esposa de Mario Borges (Claudio Rissi), a quien ayudaba desde afuera de la cárcel. Gracias a este papel, Garibaldi ganó la atención y el reconocimiento del público y los medios de comunicación, lo que significó su trabajo revelación como actriz. Más tarde, apareció en las películas La reina del miedo (2018), Acusada (2018) y Cuando brillan las estrellas (2018). En simultáneo, Garibaldi trabajó en teatro protagonizado las obra Turma (2018-2019) y Retiro (2019).
Tiempo después, fue una de las protagonistas de la comedia dramática teatral Los padres terribles (2023) en la sala Caras y Caretas. Ese mismo año, personificó a Claudia en la película de suspenso La sudestada dirigida por Daniel Casabe y Edgardo Dieleke. En 2024, Netflix confirmó que Garibaldi había sido elegida como la protagonista de la serie derivada En el barro, donde repetiría su papel de Gladys Guerra de El marginal, sin embargo, esta vez su personaje cae presa en una cárcel de máxima seguridad para mujeres.

## Vida personal
Desde 2012, Garibaldi está casada con Faustino, un restaurador de antigüedades y obras de arte, con quién tuvo una hija llamada Amanda, que nació en 2017.

## Filmografía

### Cine
| Año  | Título                       | Papel                 | Dirección                               |
| ---- | ---------------------------- | --------------------- | --------------------------------------- |
| 2015 | Francisco: el padre Jorge    | Irene                 | Beda Docampo Feijóo                     |
| 2018 | La reina del miedo           | Mujer 2               | Valeria Bertuccelli y Fabiana Tiscornia |
| 2018 | Acusada                      | Marisa Nieves         | Gonzalo Tobal                           |
| 2018 | Cuando brillan las estrellas | Directora del colegio | Natalia Hernández                       |
| 2023 | La sudestada                 | Claudia               | Daniel Casabe y Edgardo Dieleke         |

### Televisión
| Año           | Título                     | Papel             | Notas                               |
| ------------- | -------------------------- | ----------------- | ----------------------------------- |
| 2003          | Si te reís, perdés         | Ana               |                                     |
| 2005          | Casados con hijos          | Sra. Ripolli      | Episodio: «Me quiere, no me quiere» |
| 2006          | El tiempo no para          |                   |                                     |
| 2009          | Tratame bien               | Laura             |                                     |
| 2012          | Condicionados              | Mamá de Rodrigo   | Episodio 4                          |
| 2012-2018     | Según Roxi                 | Mami común        |                                     |
| 2013          | Televisión por la justicia | Empleada bancaria | Episodio: «Corralito»               |
| 2013          | Una vida posible           | Jefa de Carla     | Especial de la Fundación Huésped    |
| 2015          | Signos                     | Vendedora         |                                     |
| 2015          | Conflictos modernos        | Abogada Mazza     | Episodio: «Jueza de paz»            |
| 2016-2022     | El marginal                | Gladys Guerra     |                                     |
| 2025-presente | En el barro                | Gladys Guerra     |                                     |

## Teatro
| Año       | Título                                    | Papel      | Lugar                                        |
| --------- | ----------------------------------------- | ---------- | -------------------------------------------- |
| 1993-1996 | Match de improvisación                    | Varios     | Centro Cultural Ricardo Rojas                |
| 1997-1998 | Entretanto las grandes urbes              | Milja      | Sala Ana Itelman / Callejón de los Deseos    |
| 1998-2001 | La historia de llorar por él              |            | Centro Cultural Ricardo Rojas                |
| 1999      | Las alegres comadres de Windsor           |            | Sala Aktuar                                  |
| 1999      | Femenino                                  | Mujer      | Auditorio Cendas                             |
| 1999      | Cámara oscura                             |            | Centro Cultural Ricardo Rojas                |
| 2000      | Ifigenia en Aulide                        | Coro       | Teatro San Martín                            |
| 2000-2001 | Badulaque                                 |            | Centro Cultural Recoleta                     |
| 2001-2003 | Top Dogs                                  |            | Teatro San Martín                            |
| 2002      | Girondo                                   |            | Espacio Cultural Urbano                      |
| 2003-2004 | La jaqueca                                | Hija       | Teatro El Excéntrico                         |
| 2006-2008 | Un hombre que se ahoga                    | Andrei     | El Camarín de las Musas / Gira internacional |
| 2007-2009 | Apenas el fin del mundo                   |            | Espacio Callejón                             |
| 2008-2009 | Tercer cuerpo                             | Sandra     | Teatro Timbre 4                              |
| 2009-2011 | El desarrollo de la civilización venidera | Dra. Rank  | El Camarín de las Musas / Gira internacional |
| 2011-2012 | Los hijos se han dormido                  | Mascha     | Teatro San Martín / Gira internacional       |
| 2014      | El comité de Dios                         |            | Teatro Picadero                              |
| 2015-2016 | Según Roxi                                | Mami común | Teatro La Comedia                            |
| 2016      | Cliché                                    | Victoria   | La Casona Iluminada                          |
| 2017      | Gina                                      | Lectora    | Centro Cultural Kirchner                     |
| 2018-2019 | Turma                                     |            | Teatro Anfitrión                             |
| 2019      | Retiro                                    | Conductora | Microteatro                                  |
| 2023      | Los padres terribles                      | Tía Leo    | Sala Caras y Caretas                         |

## Premios y nominaciones
| Premio                    | Año  | Categoría                         | Trabajo nominado                          | Resultado | Ref.   |
| ------------------------- | ---- | --------------------------------- | ----------------------------------------- | --------- | ------ |
| Premios ACE               | 2014 | Mejor actriz de reparto en drama  | El comité de Dios                         | Nominada  | [ 19 ] |
| Premios ACE               | 2023 | Mejor actriz de reparto en drama  | Los padres terribles                      | Nominada  | [ 20 ] |
| Premios Clarín            | 2003 | Mejor actriz revelación en teatro | La jaqueca                                | Ganadora  | [ 21 ] |
| Premios Florencio Sánchez | 2008 | Mejor actriz de reparto           | Tercer cuerpo                             | Nominada  | [ 22 ] |
| Premios Florencio Sánchez | 2009 | Mejor actriz de reparto           | El desarrollo de la civilización venidera | Nominada  | [ 23 ] |
| Premios Teatro del Mundo  | 2008 | Mejor actriz de reparto           | Tercer cuerpo                             | Nominada  | [ 24 ] |
| Premios Trinidad Guevara  | 2008 | Mejor actriz de reparto           | Tercer cuerpo                             | Nominada  | [ 25 ] |
| Premios Trinidad Guevara  | 2009 | Mejor actriz de reparto           | El desarrollo de la civilización venidera | Ganadora  | [ 26 ] |
| Premios Trinidad Guevara  | 2023 | Mejor actriz de reparto           | Los padres terribles                      | Nominada  | [ 27 ] |